# Liste der Biografien/Kuj
Liste der Biografien |
Portal Biografien |
Personensuche
# |
A |
B |
C |
D |
E |
F |
G |
H |
I |
J |
K |
L |
M |
N |
O |
P |
Q |
R |
S |
T |
U |
V |
W |
X |
Y |
Z |
?
 
Ka |
Kb |
Kc |
Kd |
Ke |
Kf |
Kg |
Kh |
Ki |
Kj |
Kl |
Km |
Kn |
Ko |
Kp |
Kr |
Ks |
Kt |
Ku |
Kv |
Kw |
Ky |
Kx |
Kz
 
Kua |
Kub |
Kuc |
Kud |
Kue |
Kuf |
Kug |
Kuh |
Kui |
Kuj |
Kuk |
Kul |
Kum |
Kun |
Kuo |
Kup |
Kuq |
Kur |
Kus |
Kut |
Kuu |
Kuv |
Kuw |
Kux |
Kuy |
Kuz
Die Liste der Biografien führt alle Personen auf, die in der deutschsprachigen Wikipedia einen Artikel haben. Dieses ist eine Teilliste mit 51 Einträgen von Personen, deren Namen mit den Buchstaben „Kuj“ beginnt.

## Kuj

### Kuja
- Kujabi, Abie (* 1990), gambische Beachvolleyballspielerin
- Kujabi, Matarr (* 1969), gambischer Politiker
- Kujabi, Numo (1969–2014), gambischer Generaldirektor des Nachrichtendienstes
- Kujabi, Pa Saikou (* 1986), gambischer Fußballspieler
- Kujacinski, Dona (* 1956), deutsche Journalistin und Bestsellerautorin
- Kujala, Janne (* 1981), deutsch-finnischer Eishockeyspieler und -trainer
- Kujala, Patrick (* 1996), finnischer Automobilrennfahrer
- Kujala, Petri (* 1970), finnischer Eishockeyspieler
- Kujala, Steve (* 1955), amerikanischer Jazz- und Studiomusiker (Querflöte)
- Kujala, Susanne (* 1976), deutsche Organistin und Akkordeonistin
- Kujala, Wenke (* 1976), deutsche Triathletin
- Kujalytė, Lina (* 1977), litauische Politikerin
- Kujamgi, Teodosio (* 1805), melkitischer Bischof
- Kujan, Peter, Schweizer Handballtorwart
- Kujanpää, Urho (* 1997), finnischer Stabhochspringer
- Kujat, Alfons (* 1954), deutscher Schauspieler, Moderator, Hausbesetzer, Aktivist und Regisseur
- Kujat, Harald (* 1942), deutscher GeneralHarald Kujat (* 1942)

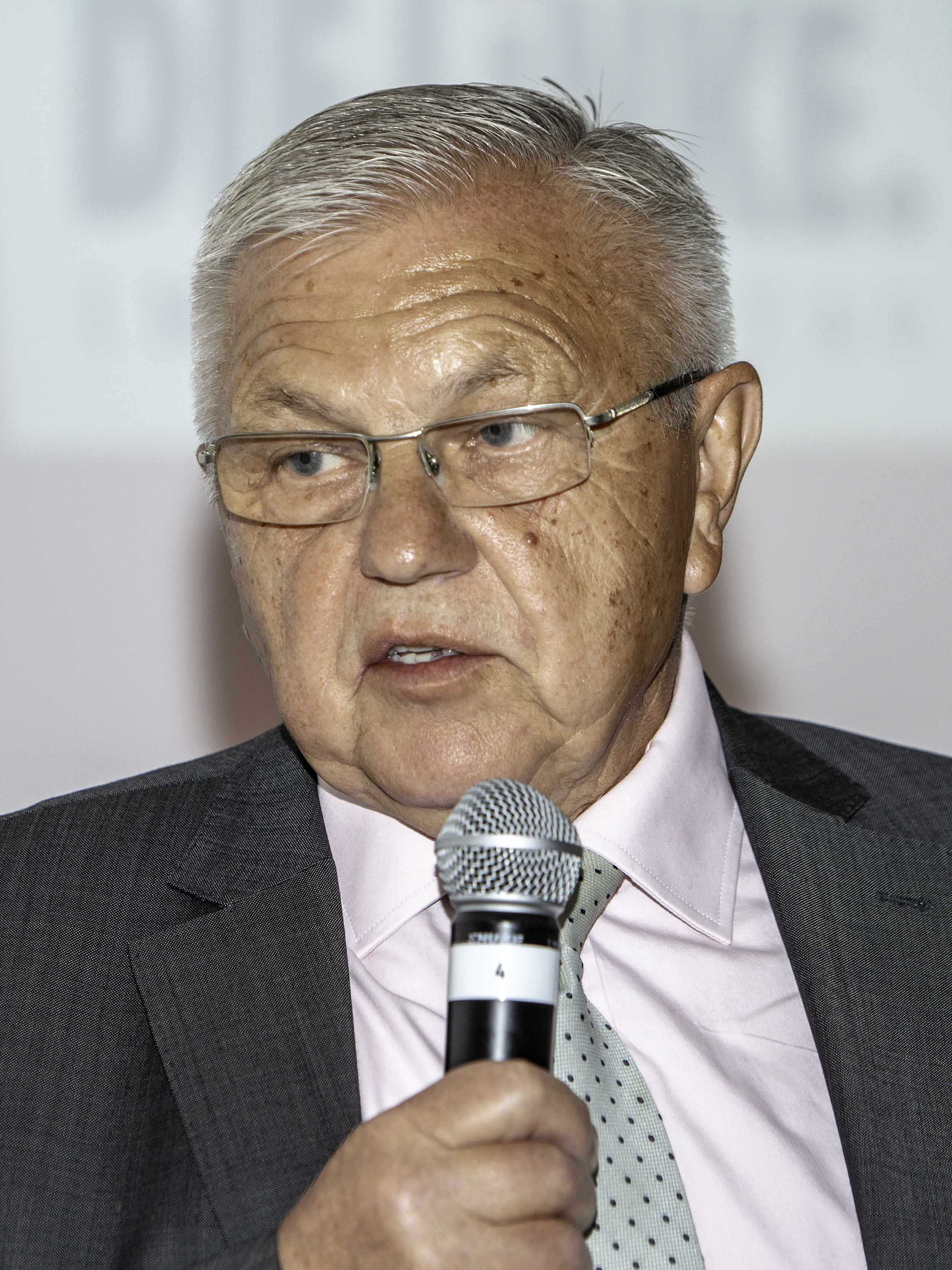
Harald Kujat (* 1942)

- Kujat, Ronny (* 1974), deutscher Fußballspieler
- Kujath, Gerhard (1908–1974), deutscher Psychiater und Kinderarzt
- Kujath, Hans (1907–1963), deutscher Jurist und Nationalsozialist
- Kujath, Hans Joachim (1942–2020), deutscher Regionalökonom
- Kujath, Peter (* 1946), deutscher Chirurg
- Kujath, Rudolf (* 1942), deutscher Politiker (SPD), MdA
- Kujau, Konrad (1938–2000), deutscher Kunstfälscher, Fälscher der Hitler-TagebücherKonrad Kujau (1938–2000)

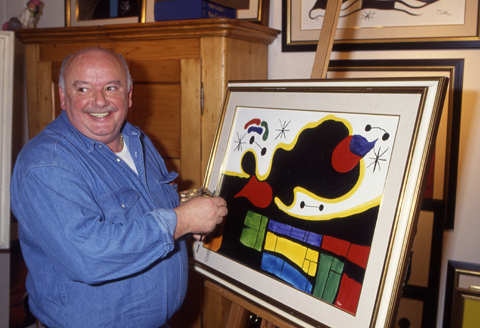
Konrad Kujau (1938–2000)

- K'ujaukitsoĸ, Ûssarĸak (1948–2018), grönländischer Politiker (Siumut) und Bürgerrechtler
- Kujawa, Eleonore (* 1930), deutsche Pädagogin, Gewerkschafterin und Menschenrechtlerin
- Kujawa, Jens (* 1965), deutscher Basketballspieler
- Kujawa, Mateusz (* 1946), polnischer Ökonom und Diplomat
- Kujawa, Radosław (* 1965), polnischer Offizier im Dienstgrad des Brigadegenerals
- Kujawiak, Kacper (* 1994), polnischer Beachvolleyballspieler
- Kujawinski, Elizabeth, amerikanische Ozeanografin
- Kujawski, Manfred (1924–2024), deutscher Setdesigner, Modellbauer und Formgestalter
- Kujawski, Olgierd Expeditus Johann Graf (1940–2008), deutscher Journalist und Autor
- Kujawski, Romuald (* 1947), polnischer Geistlicher, emeritierter römisch-katholischer Bischof von Porto Nacional

### Kuji
- Kuji, Shūhei (* 1987), japanischer Eishockeyspieler

### Kujo
- Kujō, Kanezane (1149–1207), Gründer der japanischen Kujō-Familie auf Anregung von Minamoto no Yoritomo
- Kujō, Michiie (1193–1252), Kampaku und Vater des Shogun Kujō Yoritsune
- Kujō, Yoritsugu (1239–1256), Shōgun
- Kujō, Yoritsune (1218–1256), japanischer Shogun des Kamakura-Shogunates
- Kujō, Yoshitsune (1169–1206), japanischer Politiker, Dichter und Kalligraf
- Kujović, Ajsel (* 1986), schwedischer Fußballspieler
- Kujović, Dragan (1948–2010), montenegrinischer Politiker
- Kujović, Emir (* 1988), schwedischer Fußballspieler
- Kujović, Vladan (* 1978), serbischer Fußballspieler
- Kujovičová, Sandra (* 1995), slowakische Fußballspielerin und Mountainbikefahrerin

### Kuju
- Küjükowa, Darkül (1919–1997), kirgisisch-sowjetische Theater- und Filmschauspielerin
- Kujula Kadphises, Gründer des Imperium der Kuschana
- Kujur, Angelus (* 1946), indischer Ordensgeistlicher, römisch-katholischer Bischof von Purnea
- Kujur, Animesh (* 2003), indischer Sprinter
- Kujur, Gabriel (* 1945), indischer Ordensgeistlicher, emeritierter römisch-katholischer Bischof von Daltonganj
- Kujur, Kishore Kumar (* 1964), indischer Geistlicher, römisch-katholischer Bischof von Rourkela